# Nordlig stjärnmossa
Nordlig stjärnmossa (Mnium lycopodioides) är en bladmossart som beskrevs av Schwaegrichen 1826. Nordlig stjärnmossa ingår i släktet stjärnmossor, och familjen Mniaceae. Arten är reproducerande i Sverige. Inga underarter finns listade i Catalogue of Life.